# Кангли (Ставропольський край)
Кангли (рос. Канглы) — село у складі муніципальної освіти «Сільське поселення Побєгайловська сільрада» Мінераловодського району Ставропольського краю, Росія.

## Географія
Відстань до крайового центру: 120 км.
Відстань до районного центру: 10 км.

## Історія
Село Кангли, що належить до ногайців, отримало свою землю від царського уряду лише в 1866 році. Ця дата вважається заснуванням села Кангли.
У Канглинскую волость входили:
- хутір менонітів Аріваль (також Ареваль, Еріваль), до 1917 — Ставропольская губернія, Олександрівський (П'ятигорський) повіт, Канглинская волость; в радянський період — Орджонікідзевський край, Мінераловодський район. Заснований в 1914. У 25 км на північний захід від Мінеральних Вод. Засновники з Херсонського повіту Херсонської губернії. Землі 495 десятин (1914). Два машинних товариства (1926). Мешканці: 51 (1917), 82 (1920), 77/72 німців (1926).
- Тащенак, до 1917 — Ставропольская губернія, Олександрівський (П'ятигорський) повіт, Канглинская волость. Менонітське хутір. На північ від Мінеральних Вод. Землі 324 десятини. Мешканці: 15 (1917).
- Темпельгоф / Tempelhof, до 1917 — Ставропольская губернія, Олександрівський (П'ятигорський) повіт, Канглинская волость; в радянський період — Орджонікідзевський край, Минераловодский район. Лютеранський хутір. На північ від Мінеральних Вод. Землі 63 десятини. Радгосп (1918). Мешканці: 174 (1917), 166 (1925).
- Фюрстенорт / furstenort (також Фюрстенгоф / Furstenhof, Фюрстенталь / Furstental), до 1917 — Ставропольская губернія, Олександрівський (П'ятигорський) повіт, Канглинская волость Лютеранське село, засноване в 1889. У 25 км на захід від Мінеральних Вод. Лютеранський прихід П'ятигорськ. Землі 525 десятин. Мешканці: 282 (1918).
- Енбрехт (Rn, / ENBRECHT), до 1917 — Ставропольская губернія, Олександрівський (П'ятигорський) повіт, Канглинская волость. Лютеранський хутір. На північ від Мінеральних Вод. Землі 488 десятин. Мешканці: 62 (1917).

## Інфраструктура
У місті розташований Канглинскій Будинок культури. У 1996 році село повністю газифіковане.

## Релігія
У селі дві діючі мечеті. У 1993 році розпочато будівництво центральної мечеті. Закінчено у вересні 1996 року.

## Пам'ятки
Пам'ятник воїнам-землякам, які загинули в роки Великої Вітчизняної війни. Відкрито в 1996 році.
| Росія | Це незавершена стаття з географії Росії. Ви можете допомогти проєкту, виправивши або дописавши її. |